# Districtul Nopphitam
Nopphitam (în thailandeză นบพิตำ) este un district (Amphoe) din provincia Nakhon Si Thammarat, Thailanda, cu o populație de 29.670 de locuitori și o suprafață de 720,156 km².

## Componență
Districtul este subdivizat în 4 subdistricte (tambon), care sunt subdivizate în 38 de sate (muban).
| Nr. | Nume        | În thailandeză | Sate | Locuitori |  |
| 1.  | Nopphitam   | นบพิตำ          | 9    | 7,539     |  |
| 2.  | Krung Ching | กรุงชิง          | 11   | 8,185     |  |
| 3.  | Karo        | กะหรอ          | 9    | 7,039     |  |
| 4.  | Na Reng     | นาเหรง         | 9    | 6,907     |  |

|| 
|}